# Underwood, Minnesota
Underwood är en ort i Otter Tail County i delstaten Minnesota, USA.